# Sis dies de Copenhaguen
Els Sis dies de Copenhaguen és una cursa de ciclisme en pista, de la modalitat de sis dies, que es corre al Ballerup Super Arena a la perifèria de Copenhaguen (Dinamarca). La primera edició data del 1934, i s'han anat disputant anualment amb alguns parèntesi. Danny Clark, amb vuit victòries, és el ciclista que més vegades l'ha guanyat. El 2020 no es va disputar per problemes organitzatius.

## Palmarès
| Any      | Primers                                 | Segons                                   | Tercers                                    |              |
| -------- | --------------------------------------- | ---------------------------------------- | ------------------------------------------ | ------------ |
| 1934 (1) | Willy Funda · Hans Pützfeld             | Willy Falck Hansen · Willy Rieger        | Albert Billiet · René Martin               |              |
| 1934 (2) | Willy Falck Hansen · Viktor Rausch      | Adolphe Charlier · Mogens Danholt        | Willy Funda · Hans Pützfeld                |              |
| 1935     | No disputats                            | No disputats                             | No disputats                               | No disputats |
| 1936 (1) | Albert Billiet · Werner Grundahl Hansen | Adolphe Charlier · Roger Deneef          | Willy Falck Hansen · Cor Wals              |              |
| 1936 (2) | Jan Pijnenburg · Frans Slaats           | Albert Billiet · Kamiel Dekuysscher      | Werner Grundahl Hansen · Cor Wals          |              |
| 1937     | Kees Pellenaars · Frans Slaats          | Albert Billiet · Albert Buysse           | Louis van Schijndel · Frans van den Broeck |              |
| 1938     | No disputats                            | No disputats                             | No disputats                               | No disputats |
| 1939     | Karel Kaers · Omer De Bruycker          | Werner Grundahl Hansen · Bjorn Stieler   | Kees Pellenaars · Frans Slaats             |              |
| 1940-50  | No disputats                            | No disputats                             | No disputats                               | No disputats |
| 1951     | Kay Werner Nielsen · Oscar Plattner     | Alvaro Giorgetti · Ove-Claus Hansen      | Emile Gosselin · Evan Klamer               |              |
| 1952     | Lucien Gillen · Kay Werner Nielsen      | Alvaro Giorgetti · Ib Laursen            | Marcel Bareth · Otto Olsen                 |              |
| 1953     | Lucien Gillen · Ferdinando Terruzzi     | Evan Klamer · Kay Werner Nielsen         | Lucien Acou · Achiel Bruneel               |              |
| 1954     | Lucien Gillen · Ferdinando Terruzzi     | Evan Klamer · Kay Werner Nielsen         | Sydney Patterson · Alfred Strom            |              |
| 1955     | Evan Klamer · Kay Werner Nielsen        | Dominique Forlini · Georges Senfftleben  | Lucien Gillen · Ferdinando Terruzzi        |              |
| 1956 (1) | Dominique Forlini · Georges Senfftleben | Gerrit Peters · Gerrit Schulte           | Evan Klamer · Kay Werner Nielsen           |              |
| 1956 (2) | Lucien Gillen · Gerrit Schulte          | Reginald Arnold · Ferdinando Terruzzi    | Evan Klamer · Kay Werner Nielsen           |              |
| 1957     | Fritz Pfenninger · Jean Roth            | Reginald Arnold · Ferdinando Terruzzi    | Lucien Gillen · Kay Werner Nielsen         |              |
| 1958     | Emiel Severeyns · Rik Van Steenbergen   | Palle Lykke Jensen · Kay Werner Nielsen  | Fritz Pfenninger · Jean Roth               |              |
| 1959     | Palle Lykke Jensen · Kay Werner Nielsen | Emiel Severeyns · Rik Van Steenbergen    | Reginald Arnold · Ferdinando Terruzzi      |              |
| 1960     | Emiel Severeyns · Rik Van Steenbergen   | Walter Bucher · Fritz Pfenninger         | Palle Lykke Jensen · Kay Werner Nielsen    |              |
| 1961-75  | No disputats                            | No disputats                             | No disputats                               | No disputats |
| 1976     | Graeme Gilmore · Dieter Kemper          | Albert Fritz · Wilfried Peffgen          | Günther Haritz · René Pijnen               |              |
| 1977     | Ole Ritter · Patrick Sercu              | Albert Fritz · Wilfried Peffgen          | Roman Hermann · René Pijnen                |              |
| 1978     | Donald Allan · Danny Clark              | Wilfried Peffgen · Ole Ritter            | Gert Frank · René Pijnen                   |              |
| 1979     | Gert Frank · René Pijnen                | Donald Allan · Danny Clark               | Patrick Sercu · Kim-Gunnar Svendsen        |              |
| 1980     | Albert Fritz · Patrick Sercu            | Kim-Gunnar Svendsen · Danny Clark        | Roman Hermann · Horst Schütz               |              |
| 1981     | Albert Fritz · Patrick Sercu            | Gert Frank · Hans-Henrik Ørsted          | Roman Hermann · René Pijnen                |              |
| 1982     | René Pijnen · Patrick Sercu             | Albert Fritz · Dietrich Thurau           | Gert Frank · Hans-Henrik Ørsted            |              |
| 1983     | Gert Frank · Patrick Sercu              | Danny Clark · Hans-Henrik Ørsted         | Albert Fritz · René Pijnen                 |              |
| 1984     | Albert Fritz · Dietrich Thurau          | Gert Frank · Hans-Henrik Ørsted          | Josef Kristen · René Pijnen                |              |
| 1985     | Gert Frank · Hans-Henrik Ørsted         | Danny Clark · René Pijnen                | Josef Kristen · Henry Rinklin              |              |
| 1986     | Danny Clark · Anthony Doyle             | Gert Frank · René Pijnen                 | Roman Hermann · Hans-Henrik Ørsted         |              |
| 1987     | Danny Clark · Anthony Doyle             | Roman Hermann · Josef Kristen            | Jørgen Vagn Pedersen · Jesper Worre        |              |
| 1988     | Roman Hermann · Hans-Henrik Ørsted      | Danny Clark · Anthony Doyle              | Jørgen Vagn Pedersen · Jesper Worre        |              |
| 1989 (1) | Danny Clark · Urs Freuler               | Anthony Doyle · Michael Marcussen        | Dan Frost · Roman Hermann                  |              |
| 1989 (2) | Danny Clark · Jens Veggerby             | Volker Diehl · Roland Günther            | Sigmund Hermann · Michael Marcussen        |              |
| 1990     | No disputats                            | No disputats                             | No disputats                               | No disputats |
| 1991     | Danny Clark · Jens Veggerby             | Pierangelo Bincoletto · Bruno Holenweger | Adriano Baffi · Rolf Sørensen              |              |
| 1992     | Danny Clark · Urs Freuler               | Etienne De Wilde · Constant Tourné       | Pierangelo Bincoletto · Jens Veggerby      |              |
| 1993     | Rolf Sørensen · Jens Veggerby           | Danny Clark · Anthony Doyle              | Pierangelo Bincoletto · Etienne De Wilde   |              |
| 1994     | Kurt Betschart · Bruno Risi             | Jens Veggerby · Etienne De Wilde         | Urs Freuler · Bjarne Riis                  |              |
| 1995     | Danny Clark · Jimmi Madsen              | Rolf Sørensen · Jens Veggerby            | Etienne De Wilde · Urs Freuler             |              |
| 1996     | Kurt Betschart · Bruno Risi             | Silvio Martinello · Marco Villa          | Jimmi Madsen · Jens Veggerby               |              |
| 1997     | Jimmi Madsen · Jens Veggerby            | Silvio Martinello · Marco Villa          | Danny Clark · Matthew Gilmore              |              |
| 1998     | Silvio Martinello · Marco Villa         | Jimmi Madsen · Jens Veggerby             | Kurt Betschart · Bruno Risi                |              |
| 1999     | Tayeb Braikia · Jimmi Madsen            | Etienne De Wilde · Andreas Kappes        | Silvio Martinello · Jesper Skibby          |              |
| 2000-01  | No disputats                            | No disputats                             | No disputats                               | No disputats |
| 2002     | Matthew Gilmore · Scott McGrory         | Jimmi Madsen · Michael Sandstød          | Kurt Betschart · Bruno Risi                |              |
| 2003-04  | No disputats                            | No disputats                             | No disputats                               | No disputats |
| 2005     | Jimmi Madsen · Jakob Piil               | Robert Slippens · Danny Stam             | Matthew Gilmore · Marco Villa              |              |
| 2006     | Robert Slippens · Danny Stam            | Kurt Betschart · Franco Marvulli         | Giovanni Lombardi · Jimmi Madsen           |              |
| 2007     | Franco Marvulli · Bruno Risi            | Jakob Piil · Alex Rasmussen              | Peter Schep · Danny Stam                   |              |
| 2008     | Franco Marvulli · Bruno Risi            | Michael Mørkøv · Alex Rasmussen          | Iljo Keisse · Danny Stam                   |              |
| 2009     | Michael Mørkøv · Alex Rasmussen         | Peter Schep · Danny Stam                 | Franco Marvulli · Bruno Risi               |              |
| 2010     | Michael Mørkøv · Alex Rasmussen         | Robert Bartko · Iljo Keisse              | Franco Marvulli · Bruno Risi               |              |
| 2011     | Michael Mørkøv · Alex Rasmussen         | Marc Hester · Jens-Erik Madsen           | Léon van Bon · Danny Stam                  |              |
| 2012     | Marc Hester · Iljo Keisse               | Michael Mørkøv · Alex Rasmussen          | Robert Bartko · Leif Lampater              |              |
| 2013     | Lasse Norman Hansen · Michael Mørkøv    | Leif Lampater · Luke Roberts             | Franco Marvulli · Jesper Mørkøv            |              |
| 2014     | Robert Bartko · Marcel Kalz             | Michael Mørkøv · Alex Rasmussen          | Marc Hester · Leif Lampater                |              |
| 2015     | Michael Mørkøv · Alex Rasmussen         | Christian Grasmann · Jesper Mørkøv       | Leif Lampater · Marcel Kalz                |              |
| 2016     | Jesper Mørkøv · Alex Rasmussen          | Kenny De Ketele · Moreno De Pauw         | Andreas Graf · Andreas Müller              |              |
| 2017     | Michael Mørkøv · Lasse Norman Hansen    | Kenny De Ketele · Moreno De Pauw         | Yoeri Havik · Wim Stroetinga               |              |
| 2018     | Kenny De Ketele · Michael Mørkøv        | Moreno De Pauw · Yoeri Havik             | Marc Hester · Leif Lampater                |              |
| 2019     | Kenny De Ketele · Moreno De Pauw        | Oliver Frederiksen · Michael Mørkøv      | Yoeri Havik · Matias Malmberg              |              |